# Lenny Kaye
Lenny Kaye (nacido el 27 de diciembre de 1946) es un guitarrista, compositor y escritor estadounidense, conocido primordialmente por ser miembro de la banda Patti Smith Group.

## Juventud
Kaye nació en Manhattan, Nueva York, y se crio en Queens y Brooklyn antes de mudarse a North Brunswick Township, Nueva Jersey, en su adolescencia. Allí formó sus primeras bandas, The Vandals, y posteriormente The Zoo, grabando también en 1966 una canción protesta llamada "Crazy Like a Fox", bajo el pseudónimo de Link Cromwell.

## Carrera
Kaye ha sido el colaborador más frecuente de Patti Smith desde 1971, cuando hicieron lectura pública de poesía juntos. Ha tocado la guitarra principal en todos los álbumes de Patti Smith Group, y en muchos de sus álbumes en solitario.   
En la década de los 80 tuvo su propia banda, Lenny Kaye Connection, que editó el álbum I've Got A Right. Como productor, colaboró en los dos primeros álbumes de Suzanne Vega y en el primer álbum en solitario de Kristin Hersh de la banda Throwing Muses (el álbum Hips and Makers), entre otros. Otros artistas con los que ha trabajado incluyen, Soul Asylum (Hang Time), Allen Ginsberg ("Ballad of the Skeletons"), The Weather Prophets (Mayflower), James (Stutter), y Cindy Lee Berryhill (Naked Movie Star). 
Como escritor ha escrito la autobiografía de Waylon Jennings, llamado Waylon: An Autobiography, junto al mismo Jennings. Su libro más reciente es You Call It Madness, basado en la vida del crooner de los años 30 Russ Columbo, publicado en 2004 por la editorial Random House. Ha estado nominado en tres ocasiones a un Premio Grammy por los recopilaciones de Bleecker & MacDougal, Crossroads y Elektrock.

## Discografía

### Lenny Kaye Connection
- I've Got a Right (1984)
- Daddy Rockin Strong: A Tribute to Nolan Strong & The Diablos